# Río Sucio (vattendrag i Colombia, lat 7,43, long -77,11)
Río Sucio är ett vattendrag i Colombia. Det ligger i den nordvästra delen av landet, 500 km nordväst om huvudstaden Bogotá.